# Улица Володарского (Торжок)
Улица Волода́рского — улица в историческом центре Торжка. Проходит на запад от площади Ананьина до границы городской застройки, к ней примыкают улицы Свердлова и Конная, а также 1-й переулок Свердлова. Пересекает улицы Загородную, Бадюлина, Первомайскую, Спартака. Начальный участок улицы сохраняет историческую застройку XVIII—XIX вв.

## История
С начала XIX века улица известна под названием Успенская, которое было дано по церкви Успения. К ней относилась в том числе застройка по северной стороне современной площади Ананьина, то есть улица проходила от Торговой площади (ныне площадь 9 Января) до границы города. На плане 1861 года Успенская улица заканчивалась на пересечении с Богоявленской улицей (ныне Конная), а продолжение называлось Осташковской улицей, названной так по старой дороге к городу Осташкову. В марте 1919 года улица переименована в честь большевика В. Володарского. Тогда же название Осташковская было перенесено на бывшую Богословскую улицу, также выводившую на ту же дорогу к Осташкову.

## Примечательные здания и сооружения
По нечётной стороне

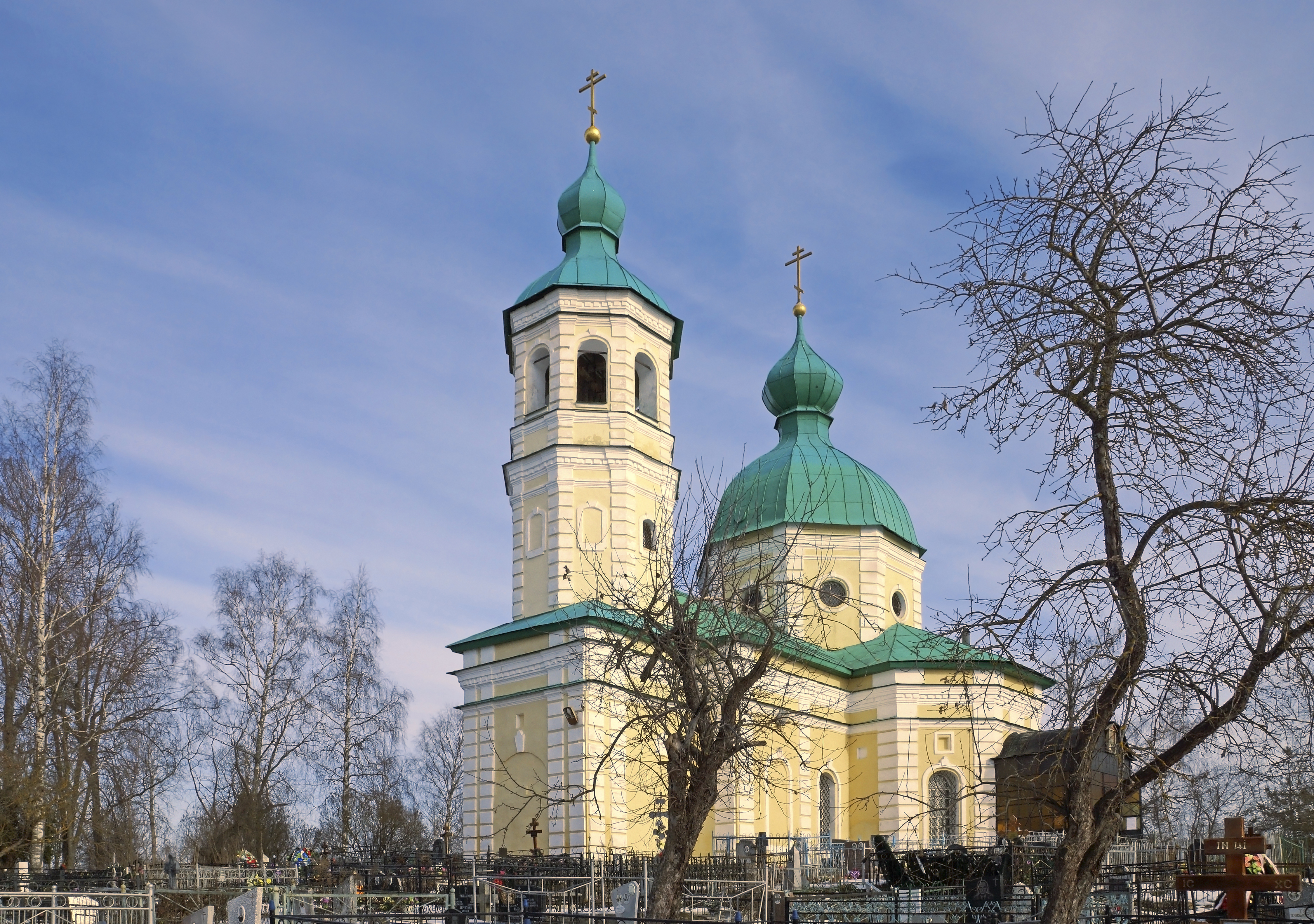
Церковь Иоанна Богослова на кладбище

- № 3 — средняя школа № 8. Первоначально — Тетюхинско-Остолоповское начальное училище, открыто в 1897 году[4].

По чётной стороне
- № 2 — бывшая Успенская церковь, 1742 (или 1746) год, перестраивалась в 1814 и 1838 гг., объект культурного наследия федерального значения[5], закрыта в 1929 году, с 1943 года передана типографии газеты «Знамя ударника», ныне Торжокская типография[2].
- № 4 — музейно-выставочный комплекс «Дом гончара»[6].
- № 8 — жилой дом, 2-я половина XIX века, выявленный объект культурного наследия.
- № 10 — жилой дом, 2-я половина XIX века, выявленный объект культурного наследия.
- № 24а — вещевой рынок.
- № 28 — жилой дом, 2-я половина XIX века, выявленный объект культурного наследия.
- № 46а — пожарная часть № 13.
- № 78 — Богословское кладбище и церковь Иоанна Богослова, 1782 год, перестроена в середине XIX века, объект культурного наследия федерального значения[7].